# Nathalie Cabrol
Nathalie Cabrol (Bayeux, 30 agosto 1963) è un'astronoma e biologa francese con cittadinanza statunitense specializzata in scienze planetarie. È nota per i suoi studi sugli antichi laghi di Marte e per le sue spedizioni scientifiche ad alta quota sulle Ande in Cile come scienziata principale per il Progetto Alti Laghi, finanziato dall'Istituto di Astrobiologia della NASA (NAI). Lei e il suo team documentano l'adattamento della vita ad ambienti in condizioni estreme, l'effetto del rapido riscaldamento globale  sugli ecosistemi lacustri e sui loro habitat, le loro firme geobiologiche e il suo interesse per l'esplorazione planetaria.
È la ricercatrice principale del team NAI presso l'Istituto SETI, selezionato nell'ottobre 2014 per sviluppare nuove strategie per l'esplorazione e il rilevamento di biofirme nell'ambito della missione Mars 2020. Nominata direttrice del Carl Sagan Institute for the Study of Life in the Universe, è anche una subacquea estrema.

## Biografia
Nathalie Cabrol è nata vicino a Parigi nell'agosto 1963. Ha studiato all'Università di Nanterre, poi all'Università del Panthéon-Sorbonne (Parigi I) per la laurea e il dottorato, completato nel 1991. Nel 1986 è stata la prima persona a studiare in dettaglio il cratere Gusev su Marte. Attirò l'attenzione e le lodi di Valery Barsukov dell'Accademia Russa delle Scienze, che la invitò a Mosca per tenere una conferenza.
Tra il 1985 e il 1994 ha svolto attività di ricerca in geologia planetaria con il marito, Edmond Grin, ingegnere idrogeologico, presso l'Università di Parigi-Sorbona e l'Observatoire de Paris-Meudon. Nel 1994, quando il loro laboratorio stava per chiudere, Chris McKay, uno scienziato della NASA, le fece visita e lei si trasferì negli Stati Uniti quello stesso anno per una ricerca post-dottorato alla NASA. Lei e suo marito decisero di rimanere negli Stati Uniti e diventare cittadini americani. È stata poi la portavoce per la selezione del cratere Gusev come punto di atterraggio per il rover Spirit della NASA su Marte. Nel 1998 è diventata un'impiegata della NASA che lavorava presso il SETI Institute, ha continuato la sua ricerca sul pianeta Marte ed è stata promossa a direttore del Carl Sagan Center il 7 agosto 2015.

### Indagini sui laghi

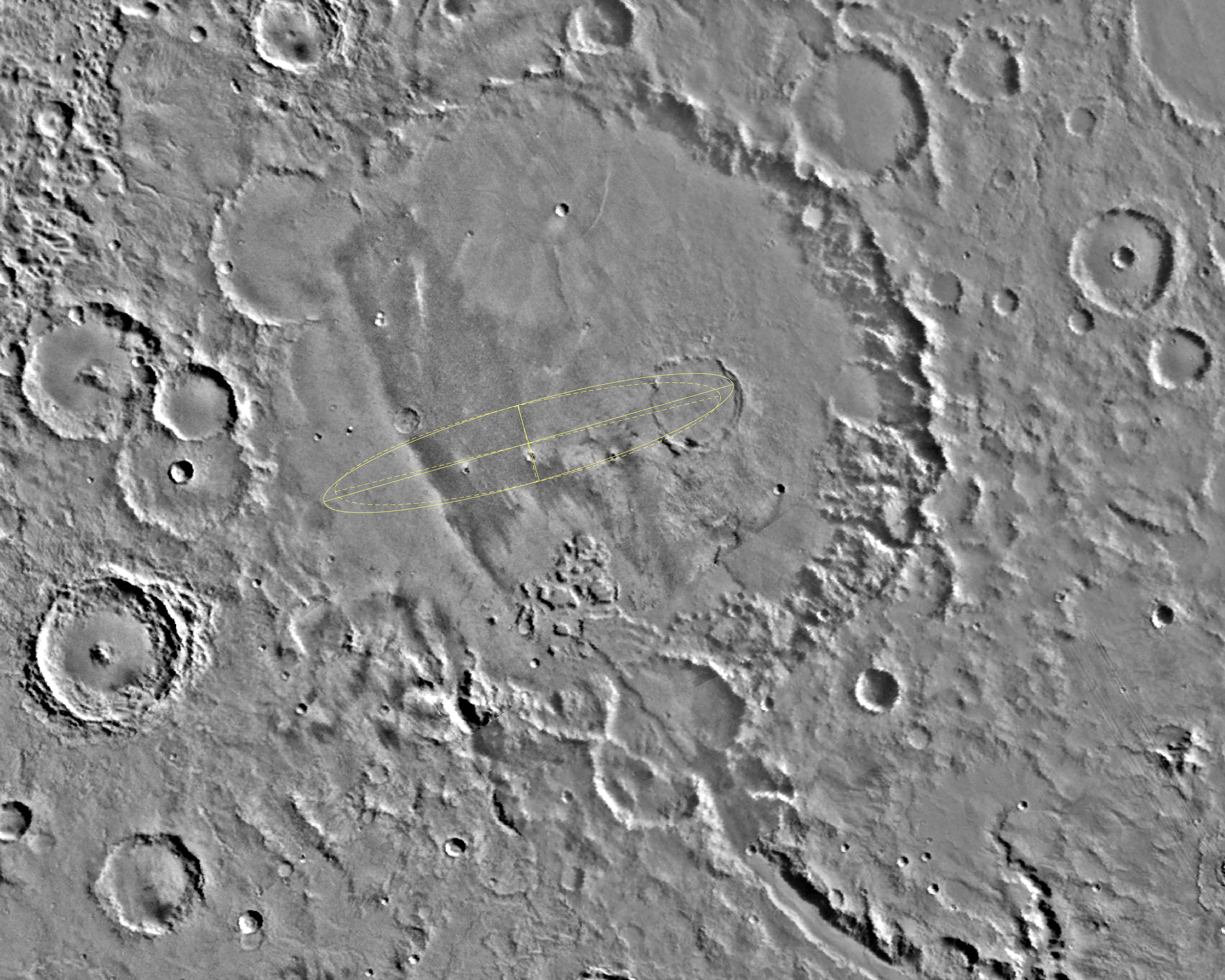
Cratere Gusev con l'area di atterraggio di Spirit

Nathalie Cabrol è la scienziata principale del progetto di esperimento sul campo del rover Nomad della NASA nel 1997, così come di altri progetti finanziati dal programma ASTEP della NASA, come Life in the Atacama (2003-2006) e Life Below the Surface in the Atacama (2011-2015). È la ricercatrice principale del progetto Lake Lander di ASTEP (2011-2015) che studia l'impatto della perdita di ghiaccio sui laghi, utilizzando le tecnologie sviluppate per l'esplorazione di Titano.

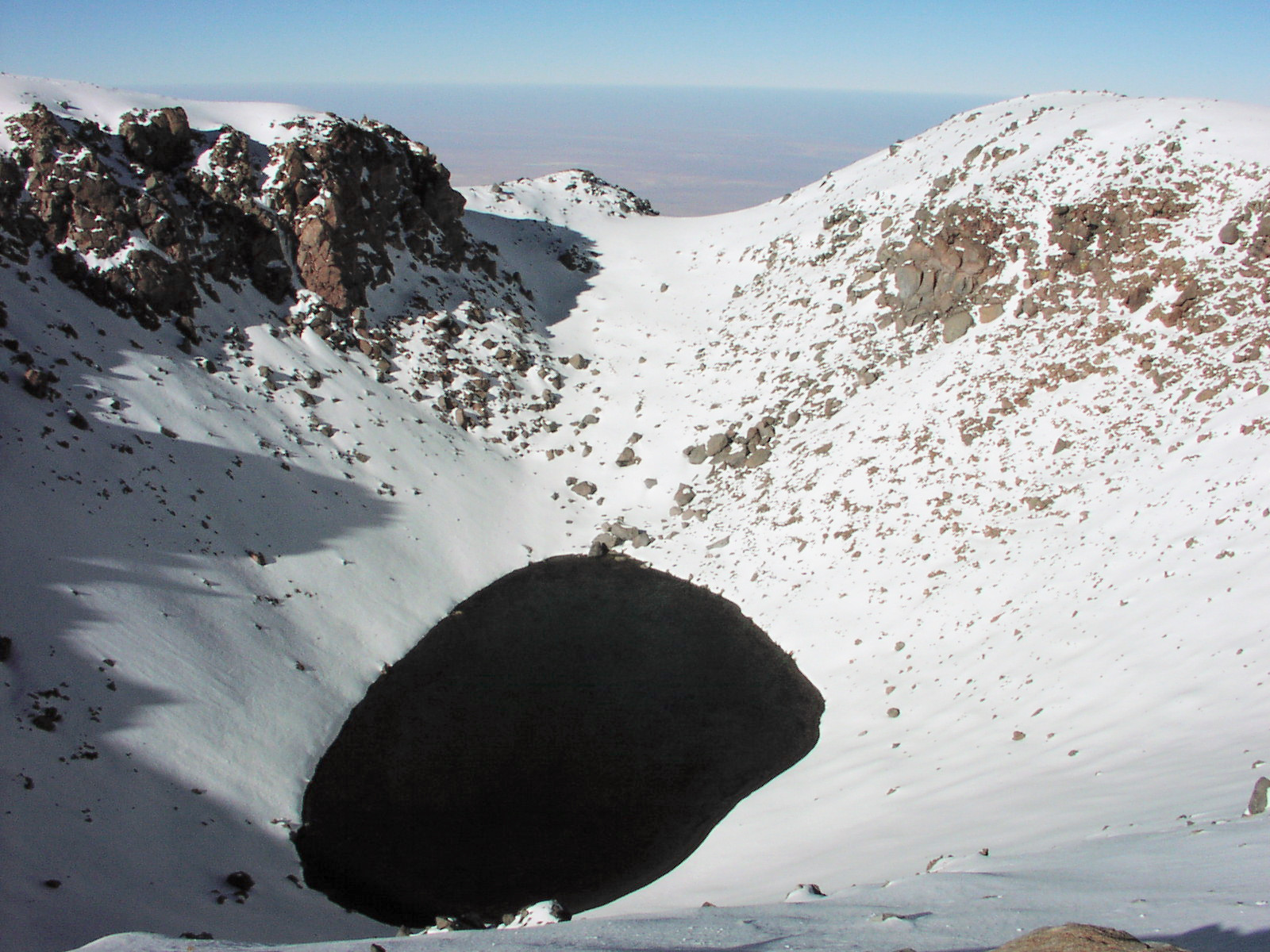
Il cratere Licancabur

Da gennaio 2015 è la scienziata principale del team dell'Istituto di Astrobiologia della NASA (NAI) presso l'Istituto SETI, che cerca di comprendere l'impatto dei rapidi cambiamenti ambientali e il potenziale di Marte in termini di biofirme. Esplora i laghi d'alta quota delle Ande, dove le condizioni ambientali sono simili a quelle incontrate nella giovinezza di Marte. Con il suo team, ha scalato più volte il vulcano Licancabur (6014 m sul livello del mare) per condurre ricerche, tra cui lo snorkeling nel lago sul cratere. Le sue attività di esplorazione lacustre, finalizzate alla ricerca di estremofili (microbi in grado di sopravvivere in ambienti estremi), la rendono la detentrice (non ufficiale) del record femminile di apnea e immersione alla massima quota. Vi trovò una profusione di vita, tra cui nuove specie e un enorme campo di microbi fossilizzati, chiamati stromatoliti. Raccolse microrganismi nel lago e parlò della "sua sorpresa nel vedere la ricchezza di organismi a questa altitudine, nonostante le dure condizioni". Oltre a questo, è membro della missione Mars Exploration Rover della NASA.
Ha spiegato la sua carriera e il suo lavoro in una serie radiofonica "A voix nue" su France Culture, "Un pesce tra le stelle", in cinque episodi.
Membro della missione Mars Exploration Rover della NASA, ha vinto il WINGS WorldQuest Woman of Discovery di Air and Space. A TED2015 ha tenuto una conferenza sulla ricerca di microbi su Marte.

### Libri
Cabrol ha scritto oltre 400 articoli sottoposti a revisione paritaria, diversi libri ed è destinataria di numerosi premi per la ricerca. Insieme a suo marito, Edmond Grin, ha scritto libri e articoli, tra cui La recherche de la vie dans l'univers (2000), Lakes on Mars (2010) e From Habitability to Life on Mars.

### Influenza
È citata in libri come Magnificent Mars (2003) di Ken Croswell e Water on Mars and Life (2004) di Tetsuya Tokano.  È stata oggetto di un importante profilo sul New York Times Sunday Magazine (22 marzo 2018) di Helen Macdonald, "Nella sua orbita: Nathalie Cabrol cerca la Terra per i segreti della vita su Marte", documentando le sue esplorazioni ad alta quota nelle Ande. Questo profilo è incluso anche nella raccolta di saggi di Helen Macdonald, Vesper Flights (2020).